# Gare de Velars
Gare de Velars vasútállomás Franciaországban, Velars-sur-Ouche településen.

## Vasútvonalak
Az állomást az alábbi vasútvonalak érintik:
- Párizs–Marseille-vasútvonal

## Kapcsolódó állomások
A vasútállomáshoz az alábbi állomások vannak a legközelebb:
- Gare de Lantenay
- Gare de Dijon-Ville (Párizs–Marseille-vasútvonal)